# Sep & Jasmijn
Sep & Jasmijn is een Nederlands zangduo bestaande uit Sep Jansen (Tilburg) en Jasmijn Torrico (Hoogland). Ze zijn sinds 2023 actief en kwamen voor Nederland uit op het Junior Eurovisiesongfestival 2023.
Sep Jansen en Jasmijn Torrico deden beiden afzonderlijk mee aan de audities van NPO Zapp voor het nationaal Junior Songfestival. Tijdens de verdeling werden de twee samen het duo 'Sep & Jasmijn'. Met het nummer 'Holding On To You' wist het duo met de zege aan de haal te gaan waardoor ze Nederland mochten vertegenwoordigen op het Junior Eurovisiesongfestival 2023 in het Franse Nice.
In de finale op 26 november 2023 traden Sep & Jasmijn als laatste van de zestien deelnemende landen op. Zij wisten uiteindelijk 122 punten te behalen, wat ze een zevende plek opleverde. De Franse Zoé Clauzure wist er met de eindoverwinning vandoor te gaan.

## Discografie
| Singles           | Datum        | Opmerkingen                       |
| ----------------- | ------------ | --------------------------------- |
| Holding On To You | 25 juli 2023 | Junior Eurovisiesongfestival 2023 |